# تی‌اوآی-۷۰۰ دی
تی‌اوآی-۷۰۰ دی (انگلیسی: TOI-700 d) یک سیاره فراخورشیدی به‌اندازهٔ زمین است که احتمالاً صخره‌ای است و در بخش زیست‌پذیر کوتوله سرخ تی‌اوآی-۷۰۰، بیرونی‌ترین سیارهٔ آن منظومه می‌چرخد. این سیاره در فاصلهٔ تقریبی ۱۰۱٫۴ سال نوری (۳۱٫۱ پارسک) از زمین در صورت فلکی ماهی زرین قرار دارد. این سیاره فراخورشیدی نخستین سیاره فراخورشیدی به اندازهٔ زمین در منطقه قابل سکونت است که توسط ماهواره تس (TESS) کشف شد.
TOI-700 d در فاصلهٔ ۰٫۱۶۳ یکای نجومی (۲۴۴۰۰۰۰۰ کیلومتر؛ ۱۵۲۰۰۰۰۰ مایل) از ستاره میزبان خود با دوره مداری تقریباً ۳۷٫۴ روز به دور ستاره خود می‌چرخد و جرمی حدود ۱٫۷ برابر زمین و شعاع آن حدود ۱٫۱۹ برابر زمین تخمین زده شده‌است. این سیاره حدود ۸۶ درصداز مقدار انرژی دریافتی زمین از خورشید را دریافت می‌کند.
در اوایل ژانویه ۲۰۲۰ توسط ماهواره بررسی سیاره‌های فراخورشیدی عبوری (TESS) کشف شد.